# Rantau Alai (Rantau Alai)
Rantau Alai is een bestuurslaag in het regentschap Ogan Ilir van de provincie Zuid-Sumatra, Indonesië. Rantau Alai telt 1366 inwoners (volkstelling 2010).